# آیسد ارث
آیسد ارث (به انگلیسی: Iced Earth) نام یک گروه هوی متال آمریکایی در ایالت فلوریدا است. سبک موسیقی این گروه را ترکیبی از ترش متال، پاور متال، پروگرسیو متال، اپرا، اسپید متال و موج نو هوی متال انگلیسی می‌دانند. آیسد ارث بارها و بارها اعضای گروه خود را تغییر داده‌است. تنها عضو اصلی گروه که از ابتدا به صورت ثابت حضور داشته جان شافر بوده‌است که نقش آهنگساز و نوازندگی گیتار را بر عهده دارد. پس از او می‌توان به مت بارلو خواننده فعلی و راندال شاور نوازنده لید گیتار سابق گروه اشاره کرد که بیشترین زمان حضور در گروه را دارند. راندال اولین نوازنده لید گیتار گروه بود که در سال ۱۹۸۸ به گروه پیوست و تا ۱۹۹۸ با گروه همراه بود. مت بارلو در سال ۱۹۹۴ به گروه پیوست، او پس از واقعه اا سپتامبر در آمریکا به علت تأثیر شدیدی که این ماجرا بر روی روحیه او داشت از گروه در سال ۲۰۰۳ جدا شد و شروع به کار اداری به عنوان یک حقوق دان کرد. البته بازگشت دوباره او در سال ۲۰۰۷ هواداران را بسیار خوشحال کرد. در سال ۱۹۹۱ میلادی جان شافر با همکاری خواننده گروه بلایند گاردین، هانسی کرش، یک گروه دیگر به نام دمونز اند ویزاردز را راه اندازی کرد و حاصل این همکاری انتشار دو آلبوم بود.

## آلبوم‌ها
- ۱۹۹۰: زمین یخی
- ۱۹۹۱: شب طوفان‌ران
- ۱۹۹۵: دستورهای سوخته
- ۱۹۹۶: ساگای تاریک
- ۱۹۹۸: چیزی شریر از این راه می‌آید
- ۲۰۰۱: نمایش ترسناک
- ۲۰۰۲: گرامی‌داشت خدایان
- ۲۰۰۴: مسئولیت باشکوه
- ۲۰۰۷: قاب‌بندی آرماگدون
- ۲۰۰۸: بوته انسان
- ۲۰۱۱: پادآرمان‌شهر
- ۲۰۱۹: فساد ناپذیر

## اعضای فعلی
- جان شافر - گیتار، خواننده
- استو بلاک - خواننده
- تروی سیل - گیتار، خواننده همخوان
- فردی ویدالز - گیتار باس، خواننده همخوان
- برنت مدلی - درامز